# Eupithecia duplex
Eupithecia duplex là một loài bướm đêm trong họ Geometridae.